# Dark Places – Gefährliche Erinnerung (Film)
Dark Places: Gefährliche Erinnerung ist ein Mystery-Thriller von Gilles Paquet-Brenner, der am 31. März 2015 in Paris seine Premiere feierte und am 10. Dezember 2015 in die deutschen Kinos kam. Der Film basiert auf dem Roman Dark Places von Gillian Flynn aus dem Jahr 2009. Im Fischer-Scherz-Verlag erschien 2010 die deutschsprachige Übersetzung Finstere Orte und 2014 eine Übersetzung mit dem Titel Dark Places – Gefährliche Erinnerung. Am 21. April 2016 wurde der Film in Deutschland als DVD und Blu-ray veröffentlicht.

## Handlung
Der Kill-Club ist eine Vereinigung von Menschen, die versuchen, von Behörden und Polizei längst zu den Akten gelegte Verbrechen aufzuklären. Sie alle sind mehr oder weniger betuchte Ex-Polizisten, Ex-Anwälte und Angehörige anderer Sparten, die sich mit der Aufklärung von Verbrechen beschäftigen. Ihr Interesse gilt Libby Day, einer Frau von Mitte 30, die als Achtjährige die Ermordung ihrer Mutter und ihrer zwei Schwestern miterleben musste, wofür ihr Bruder Ben nach seinem Geständnis und Libbys Zeugenaussage für immer ins Gefängnis muss. Doch der Club zweifelt an der Richtigkeit von Libbys Darstellung im damaligen Prozess und in einem Buch, das später in ihrem Namen veröffentlicht wurde. Er bezahlt die auf Geld angewiesene Libby dafür, dass sie die mühsam durchtrennten Fäden zu ihrer Vergangenheit wieder aufnimmt. Der Club versucht dadurch festzustellen, ob Ben wirklich schuldig ist oder irgendein anderer die Tat begangen hat.
Veranlasst durch den Club, besucht Libby ihren Bruder im Gefängnis und erfährt zwar nichts Bedeutsames von ihm, findet jedoch eine ihr bis dahin unbekannte Tätowierung auf seinem Arm, die sich während der weiteren Nachforschungen als bedeutsamer Hinweis auf eine frühere Freundin Bens erweist. Während die noch immer mit den Schatten ihrer Vergangenheit ringende Libby weiterforscht, zeigt der Film in Rückblenden, was sich im Hause der Familie Day seinerzeit abgespielt hatte.
Die Familie war völlig verarmt, es drohte die Enteignung ihres Hauses. Der damals 17-jährige Ben war in Misskredit geraten, weil er satanischen Kulten anhing und angeblich Mädchen sexuell belästigt haben sollte. Rückblenden zeigen, dass dies nur Gerüchte und Unterstellungen waren. Ben hatte seinerzeit eine Geliebte, Diondra, die von ihm schwanger war und mit ihm durchbrennen wollte; wozu sie ihn auch überreden konnte.
Um Geld zu stehlen, drang Ben zusammen mit Diondra in sein Elternhaus ein. Dort stießen sie auf einen Auftragsmörder, den seine Mutter selbst mit ihrer Ermordung beauftragt hatte, um Versicherungssummen für ihre Kinder zu beschaffen und so deren Leben zu verbessern.
Der überraschte Auftragskiller tötete Bens Mutter und eine der beiden Schwestern, während Diondra im Affekt die andere Schwester erwürgte.
Wieder in der Gegenwart, findet Libby die Spur der seinerzeitigen und seither spurlos verschwundenen Geliebten ihres Bruders. Bei ihr im Bad findet sie eine goldene Kette, die einst ihrer Mutter gehört hatte und ahnt somit, dass Diondra seinerzeit an den Morden beteiligt gewesen sein musste. Diondra und deren Tochter versuchen Libby auszuschalten, was jedoch misslingt.
Gegen Ende des Films besucht Libby ihren Bruder im Gefängnis, aus dem er wohl bald entlassen werden wird. Er hatte die Schuld für die drei Morde auf sich genommen, um die schwangere Diondra vor der Strafverfolgung zu schützen und ihrem gemeinsamen Kind ein unbelastetes Leben zu ermöglichen.
Auf dem Rückweg fährt Libby noch einmal zu der alten Farm, die einst ihrer Familie gehört hatte. Aus der Ferne sieht sie, dass die neuen Besitzer dort offenkundig unbelastet von jeglicher Vergangenheit oder Erinnerung leben. Sie selbst will ihrem bisher ziellosen Leben jetzt endlich eine Richtung geben.

## Produktion
Der Film basiert auf dem gleichnamigen Mystery-Roman von Gillian Flynn aus dem Jahr 2009 und ist damit die zweite filmische Adaption eines Romans der Autorin nach Gone Girl – Das perfekte Opfer. Die Regie führte Gilles Paquet-Brenner, der für den Film Sarahs Schlüssel mehrfach ausgezeichnet worden war.
Der Film feierte am 31. März 2015 in Paris seine Premiere und kam am 10. Dezember 2015 in die deutschen Kinos. Am 26. Oktober 2016 wurde der Film im Rahmen des Tokyo International Film Festivals gezeigt.

## Synchronisation
Die deutsche Synchronisation übernahm die Taunusfilm Synchron GmbH. Dialogbuch und -regie: Marc Boettcher.

## Rezeption
Christopher Diekhaus vom Münchner Online-Filmmagazin artechock urteilt: „Weder die vielversprechende Besetzung noch das spannungsgeladene Ausgangsmaterial können Dark Places vor einem Absturz in Belanglosigkeit und Monotonie bewahren.“ Diekhaus bemängelt, Regisseur Paquet-Brenner zeige sich außerstande, „Libbys gegenwärtige Ermittlungen und die tragische Vorgeschichte mitreißend zu verzahnen. Die Sprünge zwischen Jetztzeit und Vergangenheit wirken mehr und mehr ermüdend.“'
Auch Peter Müller von der Berliner Morgenpost merkt an, dass Paquet-Brenner merklich Schwierigkeiten habe, dem verzwickt-verzweigten Thriller gerecht zu werden: „Er gibt seinen Figuren wenig Format. Er schiebt seltsam körnige Rückblenden ein. Er lässt kaum Sympathie aufkommen für auch nur eine seiner Figuren.“